# Untash-Naprisha

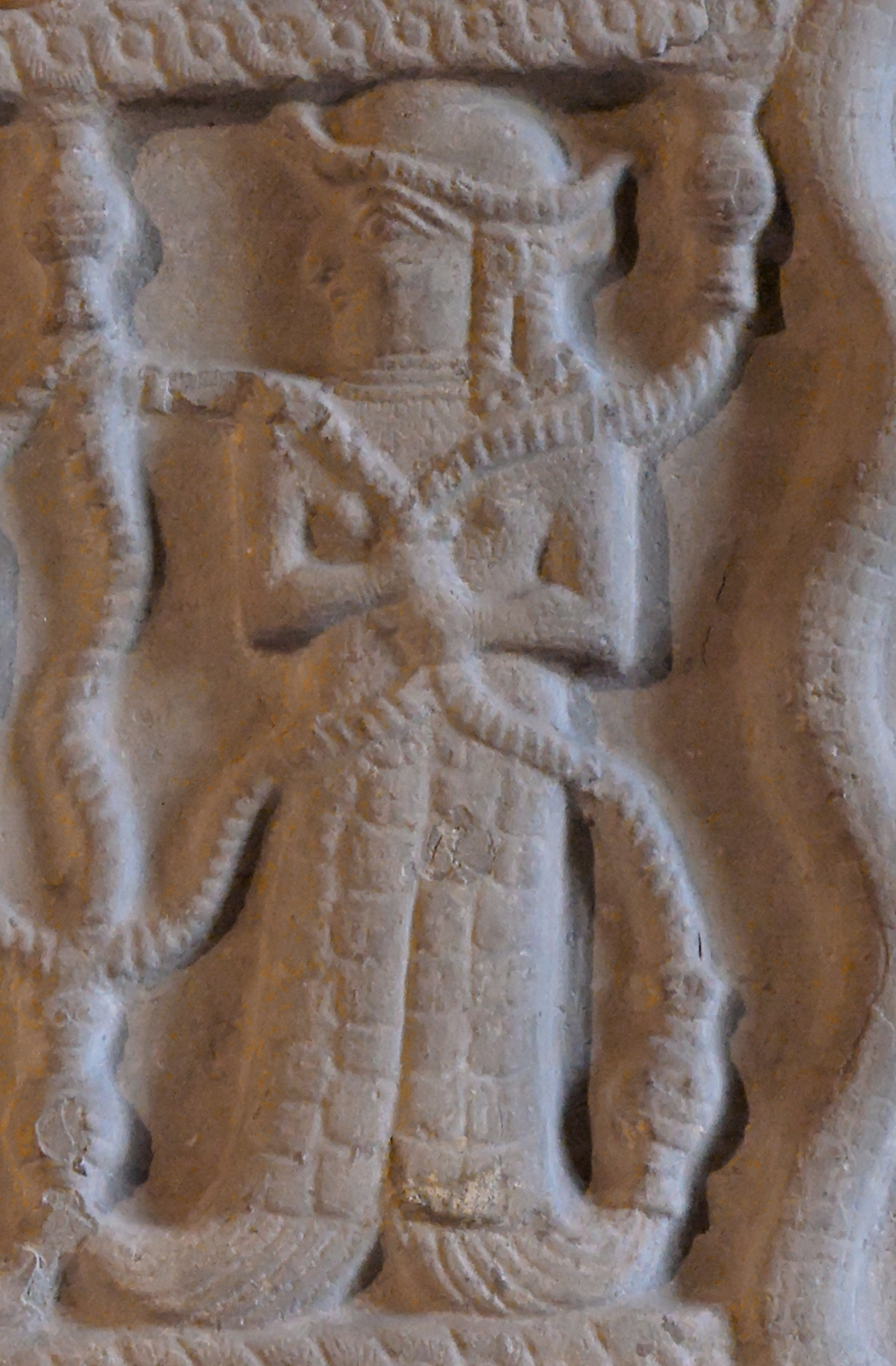
Estela de Untash Naprisha
Museo del Louvre

Untash-Napirisha (1340- a. C.), fue un rey de Elam de la dinastía Igehalkida, durante el Período Elamita Medio, hijo del rey anterior, Humban-Numena. Su nombre viene de Napir, el dios elamita de la luna.
Fundó la nueva ciudad de, Dur-Untash, a 40 km al SE de Susa, (moderna Choga Zanbil). Construyó mucho en esta ciudad, y su templo principal, el famoso zigurat, todavía permanece. Aunque las construcciones, en este complejo religioso de la ciudad, terminaron abruptamente tras la muerte de Untash-Napirisha, el sitio no se abandonó sino que continuó ocupado hasta que fue destruido por el rey asirio, Asurbanipal, en 640 a. C..
Untash Napirirsha también dejó numerosas inscripciones en más de 50 templos y edificios, en Choga Zanbil, Susa, Choga Gotvand, y otros lugares.
Una carta elamita posterior, guardada en el Museo de Pérgamo (VAT17020), de Berlín, menciona que se casó con “la hija de Burna-Buriash (un rey babilonio), que le dio un hijo, el futuro rey Kidin-hudurdish (Hutran)". Si este es el mismo personaje que el rey de Babilonia, Burna-Buriash II, el reinado de Untash-Napirisha podría datarse hacia 1340 - 1300 a. C.. Sin embargo, algunos expertos consideran un modelo diferente para el sincronismo entre la Dinastía Casita de Babilonia, y los reyes elamitas, y sugieren que el mencionado Burna-Buriash fue un príncipe posterior, y que el reinado de Untash-Naprisha podría datarse hacia 1275 - 1240 a. C.